# Parma-La Spezia
La Parma-La Spezia és una competició ciclista italiana d'un sol dia que es disputa amb inici a Parma i acabant a La Spezia. Creada el 1995 està reservada a ciclistes amateurs i sub-23.

## Palmarès
| Any  | Vencedor            | Segon              | Tercer           |
| ---- | ------------------- | ------------------ | ---------------- |
| 1995 | Sergio Previtali    |                    |                  |
| 1996 | Fabio Sacchi        |                    |                  |
| 1997 | Enrico Sacomanni    |                    |                  |
| 1998 | Raffaele Luongo     |                    |                  |
| 1999 | Raffaele Luongo     |                    |                  |
| 2000 | Dmitry Gaynitdinov  |                    |                  |
| 2001 | ?                   | ?                  | ?                |
| 2002 | Maxim Rudenko       |                    |                  |
| 2003 | Massimiliano Maisto |                    |                  |
| 2004 | Gene Bates          | Alessandro Raisoni | Ashley Humbert   |
| 2005 | ?                   | ?                  | ?                |
| 2006 | Ashley Humbert      | Michał Gołaś       | Simone Stortoni  |
| 2007 | Luca Zanasca        | Damian Walczak     | Andriy Buchko    |
| 2008 | Fabio Negri         | Frederico Pinton   | Luca Dodi        |
| 2009 | Enrico Peruffo      | Jonathan Monsalve  | Enrico Magazzini |
| 2010 | Carmelo Pantò       | Matteo Busato      | Matteo Mammini   |
| 2011 | Marco Prodigioso    | Vincenzo Ianniello | Rafael Andriato  |
| 2012 | Paolo Simion        | Marco Benfatto     | Gianni Bellini   |
| 2013 | Gianfranco Zilioli  | Elia Zanon         | Luca Pacioni     |
| 2014 | Daniele Cavasin     | Thomas Pinaglia    | Francesco Rosa   |
| 2015 | Davide Martinelli   | Gianluca Milani    | Luca Merelli     |
| 2016 | Simone Bernardini   | Niko Colonna       | Alfio Locatelli  |